# Wenceslao González Garra
Wenceslao González Garra (1888-1965) fue un empresario y político español.

## Biografía
Nacido en 1888, como empresario participó en sectores como el naviero, el ferroviario y el minero. De filiación conservadora, ocupó escaño de diputado a Cortes por el distrito pontevedrés de Cambados, al ser proclamado tras las elecciones de 1920 y 1923. En 1920 se le concedió la consideración de hijo predilecto de Villagarcía de Arosa. González Garra, que contribuyó al golpe de Estado de julio de 1936, falleció en 1965.